# 小野日路美
小野 日路美（おの ひろみ、1971年3月31日 - ）は、日本の女優。神奈川県出身。血液型はA型。本名：伊師 日路美。
円谷プロダクション、T.M.Labを経て、株式会社vifに所属。

## 出演作品

### 映画
- 新世紀ウルトラマン伝説（ママ）
- ULTRAMAN（ミクの母）

### テレビ
- 商品降臨
- 第一級殺人弁護 鑑定証拠
- はぐれ刑事純情派

### 特撮
- ブースカ! ブースカ!!（妊婦）
- ウルトラマンマックス（生田姉弟の母）
- ウルトラマンメビウス（ソリチュラと同化した女）

### ビデオ
- ウルトラセブン 栄光と伝説
- 親と子のための特撮講座（ママ）
- ビデオdeできるシリーズ できるiMac
- ビデオdeできるシリーズ できるiBook

### CM
- 三菱電機 インバーター冷蔵庫
- バンプレスト
- ミツカン 金のつぶ
- NTTドコモ 長野
- アデランス

### 広告
- 茨進グループ